# 細川巌
細川 巌（ほそかわ いわお、1919年3月12日 - 1996年1月1日）は、日本の化学者、仏教学研究者。
福岡市生まれ。1944年広島文理科大学化学科卒業、広島師範学校助教授、47年教授。1949年福岡学芸大学久留米分校助教授。東京大学へ内地留学し、1955年「浅海底土の化学的研究」で東京大学理学博士。58年福岡学芸大学教授、1968年東京水産大学教授併任。75年福岡教育大学を退職、名誉教授。
「ひかり幼育園」を設立し、仏法に基づく幼児教育を行い、特に浄土真宗系の仏教研究を進めた。92年勲三等瑞宝章受勲。

## 著書
- 『ベルヌーイの定理と現代テクノロジー』共立出版 1986
- 『蓮如上人御一代記聞書讃仰』真宗大谷派宗務所出版部 1989
- 『十住毘婆沙論 龍樹の仏教』法藏館 1992　
  - 『龍樹の仏教 十住毘婆沙論』ちくま学芸文庫 2011
- 『晩年の親鸞』法藏館 1994、新装版2019
- 『信は人に就く 唯信鈔文意講義』法藏館 1998、新装版「唯信鈔文意を読む」2019

- 『現代と仏教との対話』 東海大学出版会 1981。内海巌編、西山邦彦、滝沢克己、星野元豊との共著

### 論文
- 細川巌